# A.rik
A.rik（エーリック、1993年9月30日‐）は、日本の俳優・タレント・歌手。パフォーマンスユニット『ENJIN』のメンバー。本名は福地 正(ふくち しょう)。沖縄県出身。吉本興業所属。
アパレルブランド『%psh』を展開している。

## 人物
沖縄県出身、O型、身長163cm、体重54kg。
沖縄県立普天間高等学校、沖縄キリスト教学院大学を卒業。
趣味は洋服リメイクとダンス、歌。
特技はダンスとピアノ、画用紙をクレヨンで隙間なく埋め尽くすこと。
好きな言葉は「ラッキー」。
A.rikのファンは本名の「正」に因んで「正霊（せいれい）」と総称されている。
独自の世界観を持ち、アートやファッションへの関心が高い。
ENJINでは最年長メンバーで、メンバーカラーは黄緑。アーティスティック担当。
- PRODUCE101 JAPAN出演前は、芸能活動と並行しながらアパレルショップWEGOに勤務。オーディションを経て、約6000人の応募者の中から101人に選ばれて番組への出演が決定した。[2]
- 番組内の視聴者投票における初回順位は50位。第4回放送のポジション評価では、その表現力の高さから課題曲の個人評価で第1位、ダンスポジションにおいて総合個人評価第3位を獲得。これをきっかけに一層の注目を集め、番組内で59位→27位という32位ものランクアップをみせた。その後はセミファイナルとなるコンセプト評価まで進み、最終順位は28位であった。[3] 第10回放送の番組企画で誕生した「ダークマターちゃん」というキャラクターでも人気を博している。

- PRODUCE101 JAPAN出演時は本名の福地正で参加していたが、Showtitle所属と共に活動名をA.rik（エーリック）に。クォーターであるため、ミドルネームとして付けられる予定だった「エリック」という名前が活動名の由来になっている。頭文字をAにしたのは、サインを星のような形で描くことができるから。[4]
- SNSの個人アカウントの他、youtubeチャンネル『Sho Fukuchi』では楽曲カバーやダンス動画、自身で作曲したオリジナル楽曲などを公開している。なお、初のオリジナル曲「Should I Do It」では作曲を担当、作詞は母親が手掛けている。

### オリジナルブランド
「oopsh（ウップシュ）」は2019年12月15日に設立された、A.rikが手掛けるオリジナルのアパレルブランド。
ブランドコンセプトは「oops! should be like kid's mind（おっと、そうだ！子どもの気持ち）」。
アイテムは全てユニセックスで展開し、年齢関係なく好きなものに挑戦して欲しいという思いを込めている。
2020年8月にはヴィレッジヴァンガードとのコラボ商品を販売。
その他、同ブランドとは別に「福地正のグッズ」として自身をキャラクター化したものやオリジナルキャラクター「正霊」・「びぃむ」などがデザインされた商品も制作している。
2021年10月にブランド名表記を『％psh』とし、個人でブランドホームページを作成、販売を開始。％pshではジミー大西やクリームチーズブランド「Kiri」とのコラボ商品も展開した。
所属するグループENJINのメンバーKYOやPRODUCE 101 JAPANの練習生として共演したJuni（佐藤隆士）をモデルに起用している。

## 略歴
2010年、高校2年の時に『第23回 ジュノン・スーパーボーイ・コンテスト』に参加し、BEST50に入賞。
2011年、アイドルユニット「RYUKYU IDOL」に1期生として加入。2012年からはRYUKYU IDOL内の男性ユニット「CREST」としても活動。同年12月にRYUKYU IDOLを脱退。
2013年～2016年6月、沖縄県で唯一のボーイズアイドルグループ「KRAZY BOYZ」のリーダーとして活動。2014年7月～2015年11月、グループとして沖縄ラジオ(オキラジ)にて毎週木曜放送の「くれぼラボ」にレギュラー出演。
2016年6月～2018年1月、沖縄を拠点に活動するダンス＆ボーカルユニット「Ace of Time」のメンバーとして活動。
2018年、グループ解散後からは芸能事務所TWIN PLANET ENTERTAINMENTに所属。
同年8月、貧困・不登校児童支援チャリティー音楽劇「Creep」で初舞台にして主演を務める。
2018年11月～2019年4月、沖縄ラジオにて毎週水曜放送の『good night wednesday』のラジオパーソナリティを務める。

2019年
『PRODUCE101 JAPAN』に出演。
12月15日、自身のオリジナルアパレルブランド「oopsh（ウップシュ）」を立ち上げる。

2020年
1月よりカフェチェーンのMANGOSIX JAPANとコラボし、オリジナルのカフェメニューやコラボグッズなどを展開。（グッズ販売による売上金は、9月4日付けでコロナ対策に充てるためにカフェ側より日本赤十字社沖縄県支部へ寄付済。）
5月20日、芸能プロダクションShowtitleに所属が決定し、 上京。ステージクリエイトプロジェクト「円神」のメンバーとして活動中。
8月、ヴィレッジヴァンガードとオリジナルブランドoopshのコラボ商品を発表・販売。
12月、舞台『円神Debut Stage「nonagon(ノナゴン）～始まりの音～」』に出演。（東京・大阪、全11公演）

## 出演

### テレビドラマ
- あのコの夢を見たんです。 第3話（2020年10月16日、テレビ東京）‐ 涼太 役[12][13]
- 江戸モアゼル～令和で恋、いたしんす。～ 第8話（2021年2月25日、読売テレビ）[14]
- お茶にごす。第12話（2021年、テレビ東京、Amazon Prime Videoにて先行配信）
- 絶対ＢＬになる世界vs絶対ＢＬになりたくない男　シーズン２（2022年3月、テレ朝チャンネル）- 克己 役[15]

### 配信ドラマ
- おっさんが眠るまで（2021年、LINE NEWS VISION）- 語 役[16]

### CM
- ガクP 2014 沖縄リーグ「グァバメント」沖縄キリスト教学院大学編（2014年）※大学活動の一環として出演
- 琉球泡盛 島風「美味しい飲み方島風×タンサン」バージョン（2015年）

### 舞台
- ,貧困・不登校児童支援チャリティー音楽劇「Creep」（2018年）- 主演・シュウ 役[7]
- 円神Debut Stage「nonagon(ノナゴン）～始まりの音～」（2020年12月）- ビビ 役[11]
- 円神プロデュース公演Vol.1 幕末バトルサークル（2021年5月 東京、大阪）- 京橋四郎九郎 役[17]
- 円神 × Boom Trigger 朗読劇『メリーモサモサ スットンサ』（2021年12月28日、Shibuya eggman）[18]

- チコちゃんに叱られる！on STAGE（2022年3月27日、サンケイホールブリーゼ）[19]※ゲスト出演
- ハイスクール・ハイ・ライフ（2022年8月10日 - 14日、R'sアートコート）
- コントライブ「区立すーぱーうるとらスゲェふぁいやーこんと小学校ざ・ふぁいなる」（2022年8月31日 - 9月4日、スクエア荏原ひらつかホール）[20]
- 円神Second Stage「nonagon〜2つの歌〜」(2022年12月1日-4日、CBGKシブゲキ!!) - 立花（りっか） 役、 ヴォータン・ミケ王子  役[21]
- カラフルマリオネット（2023年1月6日、紀伊國屋サザンシアター）[22]

### ラジオ
- 沖縄ラジオ FM85.4MHz「くれぼラボ」（2014年7月10日‐2015年11月27日、毎週木曜放送）
- 沖縄ラジオ FM85.4MHz「good night wednesday」（2018年11月7日‐2019年4月3日、毎週水曜放送）

### その他
- PRODUCE101 JAPAN （2019年9月26日～12月12日、TBS系列※初回・最終回のみ、GYAO!）[23]

## ディスコグラフィ

### 参加楽曲
KRAZY BOYZ
- 「Dirty Betty」（2015年5月20日、『Dirty Betty』に収録）

Ace of time
- 「LSS」（2017年5月28日、YuMe MUSIC ARTISTSのオムニバスCD『Dreamers』に収録）

#### PRODUCE101 JAPAN
- 「ツカメ～It's coming～」‐ 番組テーマ曲。（2019年9月3日、『ツカメ～It's coming～』に収録）
- 「やんちゃBOY やんちゃGIRL」‐ コンセプト評価課題曲。（2019年11月28日、『PRODUCE101 JAPAN - 35 Boys 5 Concepts』に収録）